# Cantonul Rennes-Nord-Est
Cantonul Rennes-Nord-Est este un canton din arondismentul Rennes, departamentul Ille-et-Vilaine, regiunea Bretania, Franța.